# Танацетопсис Голоскокова
Танацетопсис Голоскокова (лат. Tanacetopsis goloskokovii, также Канкриния Голоскокова, Лепидолопсис Голоскокова) — вид многолетних растений рода Танацетопсис семейства астровые (Asteraceae).
Вид назван в честь советского ботаника, специалиста по флоре Казахстана В. П. Голоскокова.
Встречается в горах Семиречья и Заилийского Алатау, на западном Тянь-Шане. Высота 30—75 см.
Стебли многочисленные, разветвлённые в верхней части, слаболиственные. Листья широколинейные, дважды-, трижды перисторассечённые, черешковые. Корзинки собраны в рыхлые щитки. Цветки обоеполые, с трубочным жёлтым венчиком. Размножение семенное. Цветет в июне — июле, плодоносит в июле — августе. Плоды — мелкие, ребристые семянки.
Редкий вид, занесен в Красную книгу Казахстана.